# Filip Benković
Filip Benković, född 13 juli 1997, i Zagreb, Kroatien, är en kroatisk fotbollsspelare som spelar för AIK i Allsvenskan.

## Klubblagskarriär
Den 9 augusti 2018 värvades Benković av Leicester City, där han skrev på ett femårskontrakt. Den 31 augusti 2018 lånades Benković ut till Celtic på ett låneavtal över säsongen 2018/2019. Den 31 januari 2020 lånades Benković ut till Bristol City på ett låneavtal över resten av säsongen 2019/2020.
Den 13 januari 2022 gick Benković på fri transfer till Udinese, där han skrev på ett kontrakt till sommaren 2025. Den 1 september 2022 lånades Benković ut till tyska Eintracht Braunschweig på ett säsongslån. Den 10 juli 2023 lånades han ut till turkiska Trabzonspor på ett säsongslån.

### AIK
Den 19 januari 2025 blev Benković klar AIK, där han skrev på ett kontrakt fram till och med den 31 december 2026. I samband med att Benković skrev på för klubben kom det ut uppgiftar att han nobbade miljonlön i Kina för att istället gå till AIK. Han kommenterade detta med att säga: 
| ”                | Jag sa till mig själv: "Hur skulle du se på dig själv om tio år om du går till exempelvis Kina?". Jag hade möjligheten att flytta dit. Men jag kom fram till att det inte var jag. Jag ville hit. | „ |
| – Filip Benković | |   |

Han gjorde sin debut för klubben i den första gruppspelsmatchen av Svenska cupen den 14 februari 2025 när AIK spelade 1–1 mot Degerfors IF på Strawberry Arena.
Benković gjorde sitt första mål den 29 juni 2025 när han nickade in matchens första mål hemma mot rivalen IFK Göteborg som AIK kom att vinna med 3–0. Han gjorde även en assist till Johan Hove som noterade för det sista målet i matchen.